# Tammy Duckworth
Ladda Tammy Duckworth, född 12 mars 1968 i Bangkok, är en amerikansk demokratisk politiker. Hon var ledamot av USA:s representanthus mellan 2013 och 2017. Sedan 3 januari 2017 är hon ledamot av USA:s senat där hon representerar delstaten Illinois.
Duckworth studerade vid University of Hawaii, George Washington University och Northern Illinois University. Hennes huvudämnen var statsvetenskap och internationella relationer; hon kom senare att disputera i personalvetenskap. Hon tjänstgjorde som helikopterpilot i USA:s armé under Irakkriget där hennes helikopter sköts ned och hon sårades svårt; hennes båda ben kom senare att amputeras som en följd av de skador hon ådrog sig. Hon lämnade nationalgardet med överstelöjtnants grad. 
Duckworth besegrade sittande kongressledamoten Joe Walsh i kongressvalet 2012.
Den 8 november 2016 vann Duckworth senatsvalet i Illinois med 54.9 procent av omröstningen, mot republikanen Mark Kirk som fick 39.8 procent av rösterna.

## Privatliv
Duckworth är gift med Bryan Bowlsbey. Paret har två döttrar: Abigail, som föddes 2014 och Maile, född 2018. Hon är den första amerikanska senatorn att föda barn under sin ämbetstid. Kort efter yngsta dotterns födelse ändrades reglerna så att en senator har rätt att ta med sig ett barn under ett år på senatsgolvet och amma dem under omröstning.